# I. A třída Karlovarského kraje 2003/2004
I. A třídu Karlovarského kraje (jednu ze skupin 6. nejvyšší fotbalové soutěže) hrálo v sezóně 2003/2004 14 klubů. Vítězem a postupujícím se stalo mužstvo FK Nová Role, postup si zajistil i druhý tým TJ Hrozňatov. Sestoupily poslední dva týmy TJ Baník Královské Poříčí a TJ Baník Habartov.

## Systém soutěže
Kluby se střetly v soutěži každý s každým dvoukolovým systémem podzim–jaro, hrály tedy 26 kol.

## Výsledná tabulka
| Poř. | Tým                         | Z  | V  | R | P  | VG | OG | B  |
| ---- | --------------------------- | -- | -- | - | -- | -- | -- | -- |
| 1.   | FK Nová Role (S)            | 26 | 21 | 4 | 1  | 87 | 15 | 67 |
| 2.   | TJ Hrozňatov                | 26 | 14 | 3 | 9  | 64 | 47 | 45 |
| 3.   | TJ Sokol Teplá              | 26 | 13 | 4 | 9  | 54 | 39 | 43 |
| 4.   | TJ Vojkovice nad Ohří       | 26 | 11 | 6 | 9  | 51 | 39 | 39 |
| 5.   | FK Loket                    | 26 | 11 | 6 | 9  | 32 | 40 | 39 |
| 6.   | FC Jiskra Hazlov            | 26 | 11 | 4 | 11 | 52 | 47 | 37 |
| 7.   | TJ Spartak Horní Slavkov    | 26 | 11 | 4 | 11 | 36 | 41 | 37 |
| 8.   | TJ Čechie Dalovice          | 26 | 9  | 6 | 11 | 44 | 57 | 33 |
| 9.   | TJ Baník Bukovany           | 26 | 9  | 6 | 11 | 42 | 57 | 33 |
| 10.  | FC Mariánské Lázně          | 26 | 9  | 5 | 12 | 52 | 48 | 32 |
| 11.  | TJ Slavoj Kynšperk nad Ohří | 26 | 8  | 8 | 10 | 42 | 54 | 32 |
| 12.  | FK Olympie Březová          | 26 | 9  | 3 | 14 | 37 | 50 | 30 |
| 13.  | TJ Baník Královské Poříčí   | 26 | 7  | 4 | 15 | 29 | 53 | 25 |
| 14.  | TJ Baník Habartov           | 26 | 6  | 3 | 17 | 31 | 66 | 21 |

Poznámky:
- Z = Odehrané zápasy; V = Vítězství; R = Remízy; P = Prohry; VG = Vstřelené góly; OG = Obdržené góly; B = Body; (S) = Mužstvo sestoupivší z vyšší soutěže; (N) = Mužstvo postoupivší z nižší soutěže (nováček)

|  | Postup do Přeboru Karlovarského kraje 2004/2005    |
|  | Sestup do I. B třídy Karlovarského kraje 2004/2005 |